# Platja del Bogatell
La platja del Bogatell és una platja situada a Barcelona al districte de Sant Martí. Limita pel seu extrem nord-est amb l'espigó del Ferrocarril, que la separa de la platja de la Mar Bella i pel seu extrem sud-oest, per l'espigó del Bogatell, que la separa de la platja de la Nova Icària. Té una longitud de 625 m i una amplada mitjana de 32 m, de sorra de gra gruixut i un pendent d'entrada a l'aigua molt fort. És una de les platges que va adquirir qualitat al recuperar la façana marítima de Barcelona.
L'Agència Catalana de l'Aigua efectua un control setmanal de la qualitat de l'aigua, durant la temporada de bany, amb el resultat d'excel·lent. Està guardonada amb la Bandera Blava, que reconeix internacionalment la qualitat de l'aigua i serveis.
S'hi pot arribar fàcilment en bicicleta, ja que compta amb un carril bici. La platja disposa de certs equipaments d'oci, com una taula de ping-pong al costat de l'espigó del Bogatell i una pista de futbol platja.

Platges de Barcelona